# Dicranum borbonicum
Dicranum borbonicum är en bladmossart som beskrevs av Ferdinand François Gabriel Renauld och Cardot in Renauld 1898. Dicranum borbonicum ingår i släktet kvastmossor, och familjen Dicranaceae. Inga underarter finns listade i Catalogue of Life.